# Nihonij
Nihonij je kemijski element atomskog (rednog) broja 113 i atomske mase 284. U periodnom sustavu elemenata predstavlja ga simbol Nh.
Ununtrij je bilo privremeno ime ovog elementa. Ime nihonij dobio je po zemlji gdje je i otkriven, a to je Japan (japanska riječ za Japan je Nippon ili Nihon). U prirodi ne postoji nego je dobiven 2003 godine alfa-raspadom ununpentija, danas nazivan Moskovij (Mc). Njegovo postojanje potvrđeno je 2014. godine
Ovaj element je izrazito radioaktivan; vrijeme poluraspada njegova najstabilnijeg izotopa je samo 10 sekundi.